# Ausleitende Verfahren
Ausleitende Verfahren sind Behandlungsmethoden in der Alternativmedizin, die zu einer angeblichen „Entgiftung der Körpersäfte“ führen sollen, ein Konzept aus der veralteten Humoralpathologie (Säftelehre). Synonym werden auch die Begriffe Humoraltherapie (von lateinisch humores „Säfte“) oder Aschner-Verfahren (nach Bernhard Aschner) verwendet. Purgation (von lateinisch purgare „reinigen“) bezeichnet hier eine „Ausleitung“ über den Darm. 
Es liegt jedoch kein wissenschaftlich fundierter Hinweis darauf vor, dass dies notwendig oder wirksam ist.

## Einteilung
Zu den ausleitenden Verfahren zählen
- Schröpfen
- Fasten
- Aderlass
- Blutegel
- Baunscheidttherapie
- Cantharidenpflaster
- Wickel
- Schwitzkuren
- Basische Bäder (Badeosmose)
- Erbrechen
- Ausleitung über den Darm: salzhaltige Abführmittel, Laktulose, Heilfasten, Einläufe, Colon-Hydro-Therapie
- Ausleitung über den Urin: Diuretika (harntreibende Mittel), Trinkkuren

## Geschichte
Von der griechisch-römischen Antike bis zur Entdeckung des Blutkreislaufs im 17. Jahrhundert stellte man sich die Funktionen des Körpers als ein Wechselspiel von verschiedenen Säften (lateinisch humores) vor (vgl. Humoralpathologie). Man glaubte, innere Krankheiten kämen aufgrund von Ungleichgewichten, Verunreinigungen und Vergiftung dieser Körpersäfte zustande. Hippokrates von Kos z. B. beschrieb schlechte Mischungen von Blut, Galle und Schleim. Das Missverhältnis ist tatsächlich quantitativ zu verstehen.
Die körperlichen humores wurden später in Konkurrenz und Wechselwirkung zu den edleren, „seelischen“ Flüssigkeiten oberhalb des Zwerchfells (Tränen, Speichel, Liquor) gestellt, die spiritus genannt wurden. Das Körperinnere steht über Ausscheidungen und Ausdünstungen mit der Umwelt im Gleichgewicht.
In der Antike entwickelte sich die Theorie, dass Überfluss als Ursache von Krankheiten anzusehen sei (vgl. Zivilisationskrankheiten). Vor Einführung der allgemeinen Krankenversicherung war die Klientel der akademischen Ärzte überdurchschnittlich wohlhabend und es lag nahe, „Saftüberschuss“ für ihre Beschwerden verantwortlich zu machen. Mit diesen Vorstellungen versuchten die Heilkundigen, dem Körper krankmachende Säfte auszuleiten. Die Hauptrichtung der Therapie geht von innen nach außen; der Arzt hat für Öffnung, Abfluss, Druckausgleich des verstopften Leibes zu sorgen.
Paracelsus lehnte die Viersäftelehre ab, hielt aber an den ausleitenden Verfahren fest. Er glaubte, dass krankmachende Gifte und „Schlacken“ sich im Körper ansammeln könnten, die zu entfernen seien. „Was nicht rein ist, was nicht Fleisch und Blut ist, hat zwei Ausgänge, durch den Stuhl und durch den Harn. Es kommt also zuerst auf die Kräfte des Magens an. Diese sollen den Tartarus und die Nahrung voneinander scheiden und den Tartarus austreiben, durch den Stuhl, das ist durch den Kot, der nichts als nur Schlacke und Tartarus sein soll. […] Wenn dies nicht geschieht, kann sich ein Teil an den Gedärmen ansetzen, das ist die Schlacke. Der Tartarus selbst scheidet sich von der Schlacke und tritt durch die Harnwege aus.“

## Heutige Bedeutung
Mit dem zunehmenden Verständnis der Physiologie eines Körpers im Zeitalter der Aufklärung traten Krankheitstheorien, die auf der Säftelehre basieren, zunehmend in den Hintergrund, da andere, wissenschaftlich nachweisbare Ursachen für Erkrankungen festgestellt und die jeweiligen Krankheiten erfolgreich behandelt werden konnten. Jedoch blieben die veralteten Theorien bis in die Neuzeit eine Grundlage der Alternativmedizin, wobei ohne Rücksicht auf Anforderungen wissenschaftlicher Standards auch zusätzliche esoterische Elemente integriert werden. So sollen z. B. Sterne, Jahreszeiten oder der Stand des Mondes mit den Körpersäften in Kontakt stehen und Einfluss nehmen. Bekannte Vertreter der neuzeitlichen Humoralmedizin waren Christoph Wilhelm Hufeland und Bernhard Aschner.
Mit der wissenschaftlichen Erkenntnis, dass die Humoralmedizin nicht weiter haltbar ist, verwiesen Vertreter der Ausleitung nun zunehmend auf Stoffwechselabfälle und Fremdgifte, um ihre Theorien nicht aufgeben zu müssen. Sie seien die Schlacken, die sich im Organismus wie in einer Maschine ansammeln und regelmäßig entfernt werden müssten. Obwohl diese Vorstellung nicht nachgewiesen werden konnte, fand der Begriff der Entschlackung sogar Eingang in Schulbücher.
Die Ausleitung als vermeintliche Entfernung von Schlacken konzentriert sich deshalb vor allem auf die Regulation der Darmmotilität, Regeneration der physiologischen Darmflora und des darmassoziierten Lymphsystems sowie der Ausscheidung von Urin, in dem im Falle der Notwendigkeit der Ausleitung vorgebliche „Fäulnisgifte“ nachweisbar sein sollen. Die „Diagnose“ dieser Gifte erfolgt ebenfalls nach alternativmedizinischen Verfahren, so dass hier bislang ebenfalls kein wissenschaftlicher Nachweis erbracht werden konnte.

## Wissenschaftliche Bewertung
Äußere Gifte (Amalgam, Umweltgifte usw.) oder akkumulierte Stoffwechselprodukte (z. B. Harnsäure bei Gicht oder Glucose bei Diabetes mellitus) sind nach Auffassung der wissenschaftlichen Medizin als Krankheitsursachen nur anzunehmen, wenn die angeschuldigte Substanz im Körper in schädlicher Menge und/oder am falschen Ort laborchemisch oder histopathologisch nachgewiesen ist und überdies die Symptome und die Latenzzeit zu der Substanz passen. Selbst in solchen seltenen Fällen sind die alternativmedizinischen Ausleitungsverfahren nach wissenschaftlichen Kriterien zur Therapie ungeeignet.
Ein allgemein anerkannter Nachweis, dass der Körper in diesem Sinne therapeutisch „entgiftet“ oder „entschlackt“ werden müsse, liegt dabei nicht vor.